# Hey, Hey, Rise Up!
Hey, Hey, Rise Up! – singel Pink Floyd wydany 7 kwietnia 2022, z gościnnym udziałem Andrija Chływniuka z zespołu Boombox; pierwszy w pełni nowy utwór nagrany przez zespół od wydania płyty The Division Bell w 1994. Stanowił on reakcję na inwazję Rosji na Ukrainę w 2022.
Utwór nagrali w marcu 2022 dwaj członkowie zespołu: David Gilmour i Nick Mason przy udziale basisty Guya Pratta oraz keyboardzisty Nitina Sawhneya. Piosenka zawiera śpiewaną przez ukraińskiego piosenkarza Andrija Chływniuka (który w związku z inwazją Rosji przerwał tournee po USA, wrócił do kraju i dołączył do wojsk obrony terytorialnej) ukraińską pieśń ludową Tam na łące czerwona kalina (Czerwona kalina).
Inspiracją do napisania utworu było znalezione na Instagramie przez Gilmoura, którego synowa jest Ukrainką, wykonanie a cappella przez Chływniuka pieśni w opustoszałym Kijowie. Chływniuk kilka dni po nagraniu został ranny i kiedy leżał w szpitalu, Gilmour zadzwonił do niego i – po zagraniu fragmentu nagrania – uzyskał zgodę na wykorzystanie jego wokalu. Gilmour skontaktował się z Masonem i przekonał go, żeby utwór nagrać wspólnie pod szyldem Pink Floyd.
Teledysk do piosenki wyreżyserował Mat Whitecross. Okładka singla, w wykonaniu kubańskiego artysty Yosana Leona, przedstawia słonecznik, symbol Ukrainy. Stanowi też nawiązanie do historii Ukrainki, która rozdawała nasiona słonecznika rosyjskim żołnierzom i mówiła im, by schowali je do kieszeni, aby – jak umrą – na ich grobach wyrosły słoneczniki.
Dochód ze sprzedaży singla zdecydowano przeznaczyć na pomoc ofiarom wojny rosyjsko-ukraińskiej.